# Gyanu Raja Shresta
Gyanu Raja Shresta (1968. január 20. –) nepáli nemzetközi labdarúgó-játékvezető.

## Pályafutása

### Nemzeti játékvezetés
Az I. Liga játékvezetőjeként 2009-ben vonult vissza.

### Nemzetközi játékvezetés
A Nepáli labdarúgó-szövetség (ANFA) Játékvezető Bizottsága (JB) terjesztette fel nemzetközi játékvezetőnek, a Nemzetközi Labdarúgó-szövetség (FIFA) 1991-től tartotta nyilván bírói keretében. Több nemzetek közötti válogatott és klubmérkőzést vezetett, vagy működő társának partbíróként , majd 4. bíróként segített. A  nemzetközi játékvezetéstől 2009-ben búcsúzott.

#### Labdarúgó-világbajnokság
A világbajnoki döntőkhöz vezető úton Franciaországba a XVI., az 1998-as labdarúgó-világbajnokságra, valamint Dél-Koreába és Japánba a XVII., a 2002-es labdarúgó-világbajnokságra a FIFA JB játékvezetőként alkalmazta. Selejtező mérkőzéseket az AFC zónában vezetett.

##### 1998-as labdarúgó-világbajnokság

###### Selejtező mérkőzés
| Időpont         | Helyszín                       | Mérkőzés típusa                     | Mérkőzés              | Eredmény | Nézők száma |
| --------------- | ------------------------------ | ----------------------------------- | --------------------- | -------- | ----------- |
| 1997. május 11. | Nisa-Çandybil Stadion, Aşgabat | előselejtező (első kör; 8. csoport) | Türkmenisztán–Vietnam | 2 – 1    | 2500        |

##### 2002-es labdarúgó-világbajnokság

###### Selejtező mérkőzés
| Időpont        | Helyszín                              | Mérkőzés típusa                     | Mérkőzés   | Eredmény | Nézők száma |
| -------------- | ------------------------------------- | ----------------------------------- | ---------- | -------- | ----------- |
| 2001. május 4. | Sultan Qaboos Sports Stadion, Maszkat | előselejtező (első kör; 1. csoport) | Laosz–Omán | 0 – 7    | 2099        |

#### Női labdarúgó-világbajnokság
Kína rendezte az első, az 1991-es női labdarúgó-világbajnokságot, ahol a FIFA JB játékvezetőként foglalkoztatta. A tornán férfi és női játékvezetők teljesítettek szolgálatot. Partbíróként is kapott feladatot. Kettő alkalommal egyes számú (a kor előírása szerint játékvezetői sérülésnél továbbvezeti a találkozót) pozíciós küldést kapott. Világbajnokságon vezetett mérkőzéseinek száma: 2.

##### 1991-es női labdarúgó-világbajnokság

###### Világbajnoki mérkőzés
| Időpont            | Helyszín                  | Mérkőzés típusa              | Mérkőzés         | Eredmény | Nézők száma |
| ------------------ | ------------------------- | ---------------------------- | ---------------- | -------- | ----------- |
| 1991. november 19. | New Plaza Stadion, Foshan | csoportmérkőzés (B. csoport) | Japán–Svédország | 0 – 8    | 14 000      |
| 1991. november 21. | New Plaza Stadion, Foshan | csoportmérkőzés (A. csoport) | Kína–Új-Zéland   | 4 – 1    | 14 000      |

## Sportvezetőként
Aktív pályafutását befejezve a Nepáli Labdarúgó-szövetség, az AFC JB valamint a FIFA JB instruktora.